# Schneeberg (Erzgebirge)

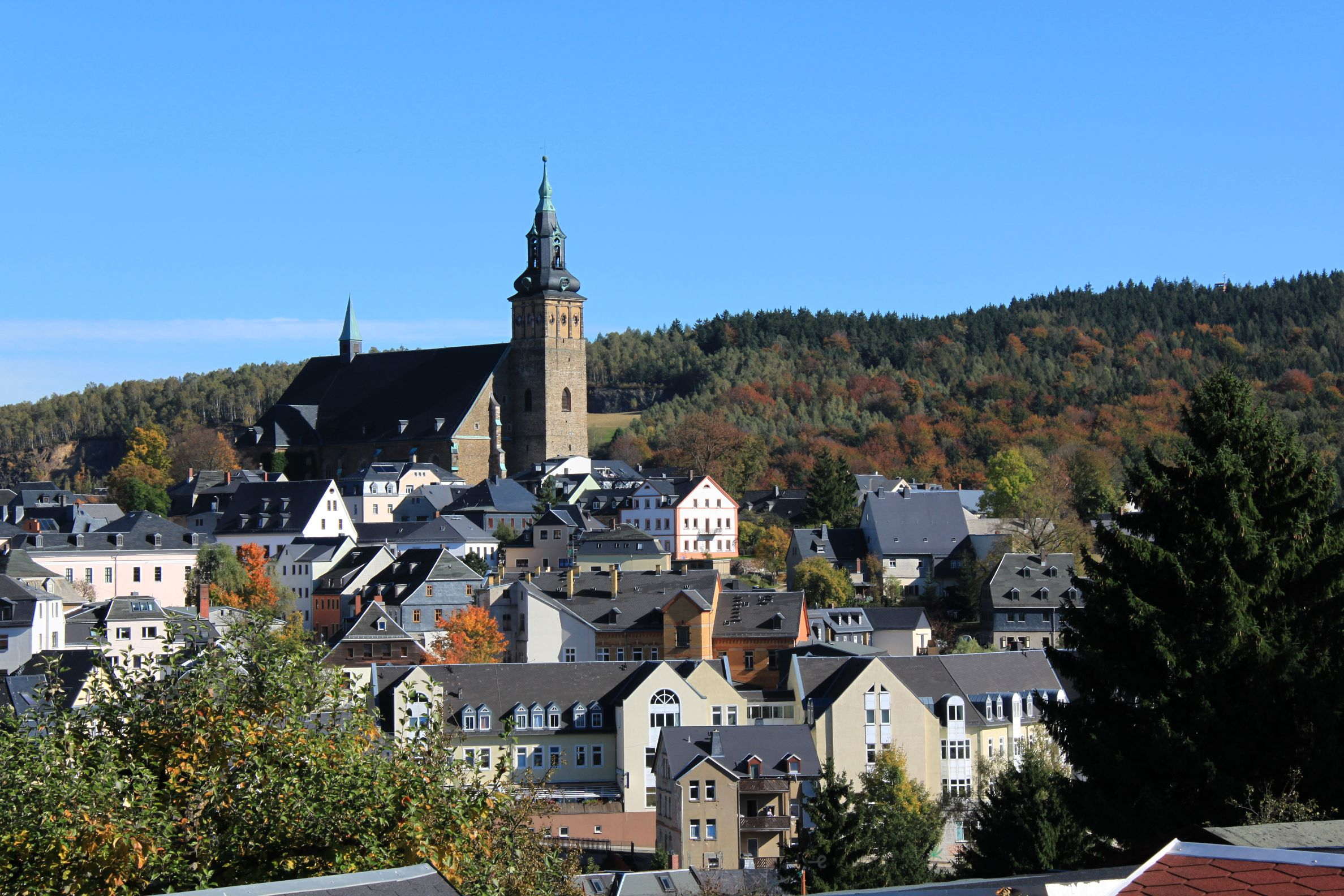
Blick auf Schneeberg

Schneeberg ist eine im Jahr 1471 gegründete Stadt im sächsischen Erzgebirgskreis. Sie entwickelte sich dank der Erzfunde und deren Abbau (Silber, Cobalt, Uran) im Lauf der Jahrhunderte aus mehreren einzelnen Ortschaften zu einer überregional bekannten Stadt.

## Geografie

### Geografische Lage
Schneeberg liegt an der Silberstraße im oberen Westerzgebirge. Weithin sichtbar ist die markante St. Wolfgangskirche. Der Stadtkern liegt auf dem 470 m ü. NN hohen Schneeberg, der der Stadt ihren Namen gab. Im Stadtgebiet befinden sich außerdem der Wolfsberg und der Mühlberg (520 m), welche zusammen mit dem Schneeberg im Wappen der Stadt zu finden sind. Zu den umliegenden Erhebungen gehören im Osten der Gleesberg (593 m) und im Norden der Keilberg (557 m).

### Nachbarkommunen und -orte
|                                                           | Gemeinde Langenweißbach im Landkreis Zwickau |                                          |
| Gemeinde Hartmannsdorf bei Kirchberg im Landkreis Zwickau | Kompassrose, die auf Nachbargemeinden zeigt  | Stadt Aue-Bad Schlema im Erzgebirgskreis |
| Gemeinde Stützengrün im Erzgebirgskreis                   | Gemeinde Zschorlau im Erzgebirgskreis        |                                          |

Nachbarorte von Schneeberg sind im Erzgebirgskreis die Ortsteile Wildbach, Oberschlema und Neudörfel der Großen Kreisstadt Aue-Bad Schlema, die Gemeinde Zschorlau und der Ortsteil Hundshübel der Gemeinde Stützengrün. Nachbargemeinden im Landkreis Zwickau sind die Gemeinde Hartmannsdorf und die Ortsteile Weißbach und Langenbach der Gemeinde Langenweißbach.

### Stadtgliederung
Die Bergstadt Schneeberg besteht aus den Stadtteilen Schneeberg, Neustädtel, Griesbach und dem Ortsteil Lindenau. Der Stadtteil Schneeberg unterteilt sich in die Altstadt, die Siedlung des Friedens, die Keilbergsiedlung, das Wohngebiet Griesbacher Hang, den Mühlberg und den Wolfsberg. Weniger gebräuchliche Viertel sind Claußberg und Rosenthal. Neustädtel unterteilt sich in die Altstadt, das Wohngebiet Wolfgangmaßen und das Wohngebiet Am Sommerberg.

### Eingemeindungen
- 1. Oktober 1939: Bergstadt Neustädtel[2] mit der Gemeinde Mühlberg, dem Gleesberg und dem Filzteich,
- 17. Dezember 1951: Gemeinde Griesbach,[3] wo in den 1980er Jahren das Neubaugebiet Griesbacher Hang errichtet wurde,
- 1. Januar 1999: Gemeinde Lindenau[4]

## Einwohnerentwicklung
Entwicklung der Einwohnerzahl (ab 1960: Stichtag 31. Dezember):
| - 1834: 06.912 - 1946: 13.602 (1) - 1950: 32.932 (2) - 1960: 21.561 - 1971: 20.889 - 1981: 21.174 - 1984: 22.318 | - 2002: 17.622 (3) - 2003: 17.258 (3) - 2004: 16.541 (3) - 2005: 16.632 (3) - 2006: 16.295 (3) - 2007: 15.926 (3) - 2008: 15.636 (3) | - 2009: 15.552 (3) - 2010: 15.352 - 2011: 14.705 - 2012: 14.432 - 2013: 14.353 - 2014: 15.250 - 2015: 14.732 | - 2016: 14.193 - 2017: 13.848 - 2018: 13.894 - 2019: 13.873 - 2020: 13.790 - 2021: 13.685 - 2022: 13.994 | - 2023: 14.028 |

## Religionen
In Schneeberg gibt es zahlreiche Glaubensgemeinschaften:
| in der Bergstadt Schneeberg: - ev.-luth. Kirchgemeinde St. Wolfgang - Landeskirchliche Gemeinschaft Schneeberg - ev.-meth. Kirche (Auferstehungskirche) - Evangelisch-Freikirchliche Gemeinde Schneeberg (Baptisten) - röm.-kath. Kirche St. Pius X. - Gemeinschaft der Siebenten-Tags-Adventisten im Ortsteil Lindenau: - Landeskirchliche Gemeinschaft Lindenau | in der Bergstadt Neustädtel: - ev.-luth. Kirchgemeinde Zu unserer lieben Frauen (mit Lindenau und Wolfgangmaßen) - Landeskirchliche Gemeinschaft Neustädtel - ev.-meth. Kirche (Erlöserkirche) - Evangelische Christengemeinde Elim im Ortsteil Griesbach: - ev.-luth. Kirchgemeinde St. Martin und St. Georg - Neuapostolische Kirche |

## Geschichte

### Überblick

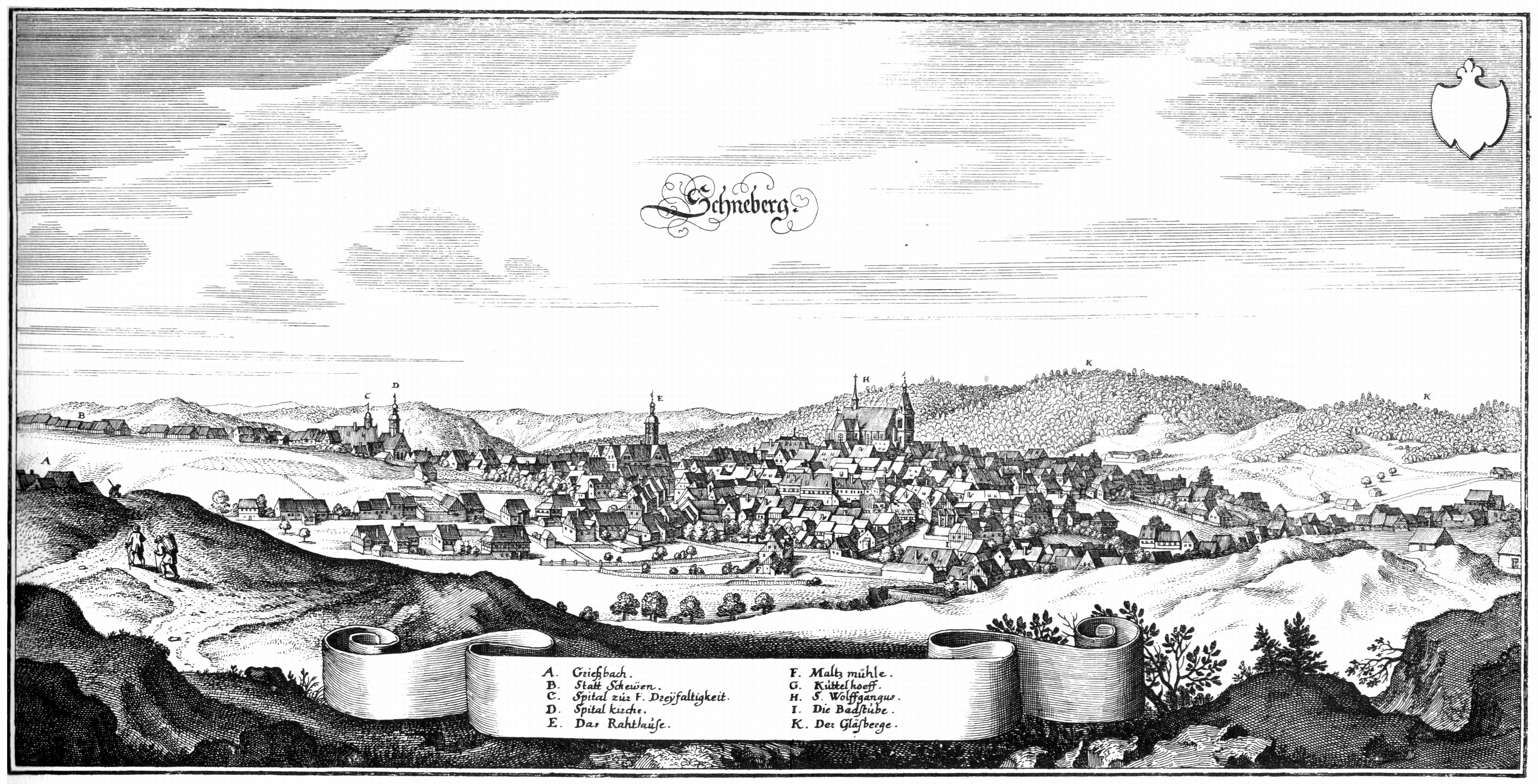
Schneeberg um 1650

Die über 500-jährige Geschichte Schneebergs ist vor allem vom Bergbau geprägt, dem die Stadt ihre Gründung am 6. Februar 1471 verdankt. Der ursprüngliche Silberbergbau wich seit Mitte des 16. Jahrhunderts dem Abbau von Cobalt und Bismut. Die historischen Viertel der heutigen Stadt Schneeberg von 1471 bestanden aus Fundgrubenviertel, Kirchenviertel, Mühlviertel und Hospitalviertel. Am 9. Mai 2011 lebten in Schneeberg 14.182 Einwohner und in Lindenau 771.

### Berggeschrey und Stadtgründung
Bereits 1453 wird ein Bergwerk uff dem Sneberge bie Zcwickau erwähnt. Der ursprünglich auf Zinn, Eisen und Kupfer gerichtete Bergbau erlangte an Bedeutung, als im letzten Drittel des 15. Jahrhunderts reiche Silberfunde ein Berggeschrey auslösten. Das erste Silber wurde Luciae 1470 in der Neuen Fundgrube erschürft. Hauptgewerke war hier Martin Römer, der ab 1471 Zehntner und zwischen 1475 und 1477 Berghauptmann auf dem Schneeberg war. In den Folgejahren entstanden zahlreiche neue Gruben, die gemeinsam mit benachbarten Wohngebäuden eine wildwachsende Streusiedlung bildeten. 1477 wurden bereits 153 Gruben namentlich genannt. Im gleichen Jahr erfolgte der „Große Silberfund“ im Feld der Alten Fundgrube. Hier wurden etwa 14 Tonnen Silber abgebaut.
Nach einer Legende aus der Feder von Georgius Agricola speiste Herzog Albrecht von Sachsen 1477 an einem Tisch aus Silber in der St. Georg-Zeche:

„zu Schneeberg, wo man dessen einmal in der Grube, Georg genannt, so viel hatte, als in keiner Grube Deutschlandes je gefunden worden war. Sie haben auch, wie wohl bekannt ist, eine so grose gediegene Silberstufe angehauen, daß Herzog Albrecht zu Sachsen […] aus Neugierde in die Grube gefahren, Speise und Trank hinunter bringen lassen, und sich dabei dieser Stuffen statt Tisches bedienet, wobei er gesagt: unser Kaiser Friedrich ist zwar gewaltig und reich; ich weiß aber doch, daß er jetzo keinen solchen stattlichen Tisch hat.“

Diese Erzählung Agricolas geht auf einen Bericht des Nürnberger Bürgers Niklas Staude aus der Zeit um 1480 zurück:

„Das beste Erz das kein Mensch gesehen hat hab ich gesehen, das mans fand in St. Georgen Zech bei einander stehen, das ich sahe, war ein Lachter breit und 2 Lachter hoch, daß man aus demselben Erz als ob 400 Zentner Silber machet.“

Die von den Chronisten überlieferte Menge von 400 Zentnern in einem einzigen Stück wird inzwischen durchaus kritisch und kontrovers gesehen.
Bis 1483 wurden allein aus der Neuen Fundgrube, der Alten Fundgrube und der Grube St. Georg über 70 Tonnen Silber gewonnen. Am 11. Dezember 1481 erhielt die Bergbausiedlung auf dem Schneeberg weitere Freiheiten. Wegen der großen auf dem Schneeberg geförderten Silbermengen und da die Silberförderung weiter anhielt, gründete Herzog Albrecht 1483 die Schneeberger Münze. Die hier geprägten Groschen blieben bis zum Beginn der Zinsgroschenprägung 1496 offizielle Hauptwährung, denn sie hatten auch außerhalb der Landesgrenzen hohes Ansehen. Zum Beispiel wurden sie noch 1496 von Wolf Veytlein in Würzburg anlässlich einer Münzprobe als „Schneeberger silberrein Gröschlein“ bezeichnet. Die Zinsgroschen sowie auch die vorher in Schneeberg und Zwickau geprägten Bartgroschen dienten der Vorbereitung der in Annaberg und wahrscheinlich auch in Wittenberg geprägten ersten silbernen Gulden (Taler).
Im Jahr 1483 wurde unter Berghauptmann Heinrich von Starschedel auf einem alten Zinnseifengelände mit dem Bau des Filzteiches begonnen. Er wurde 1485 vollendet und diente als Aufschlagwasserreservoir der Schneeberger Zechen. Nach dem Abbau des reichen Erzkörpers auf dem Schneeberg war die Silbergewinnung rückläufig und pegelte sich ab 1486 auf 1 bis 2 Tonnen Silber jährlich ein. Diese Fördermenge hielt bis 1518 an. 1496 wollten die Grubenbesitzer, zu denen Einheimische wie die Familie Römer zählten, aber auch auswärtige Investoren wie die Nürnberger Imhoff, den Wochenlohn der Bergleute um 10 Prozent kürzen, 1498 sollten die Löhne erneut gekürzt werden. In beiden Fällen konnten die Bergleute mit zwei großen Aufständen die Lohnkürzung verhindern. Aus diesem Anlass wird seitdem jährlich im Juli mit einer Bergparade der Schneeberger Bergstreittag begangen. 1503 begann die Auffahrung des Marx-Semler-Stollns, der sich zum wichtigsten Entwässerungsstollen der Schneeberger Gruben entwickelte. Über mehrere Jahrhunderte erreichte das System des Stollns (mit allen Verzweigungen) eine Länge von über 220 Kilometern.
Einen deutlichen Ausdruck fand die reiche Ausbeute im Bau der St.-Wolfgangs-Kirche, die zwischen 1516 und 1540 als eine der großen spätgotischen Hallenkirchen in Sachsen entstand. Die hohe Kirchenhalle und der 72 Meter hohe Turm gelten als Wahrzeichen Schneebergs. Im Jahre 1533 setzte sich die ab 1523 beginnende Reformation durch und die Kirche wurde evangelisch-lutherisch.
Am 24. August 1665 erhielt Schneeberg volles Stadtrecht.

### Entwicklung nach der Reformation

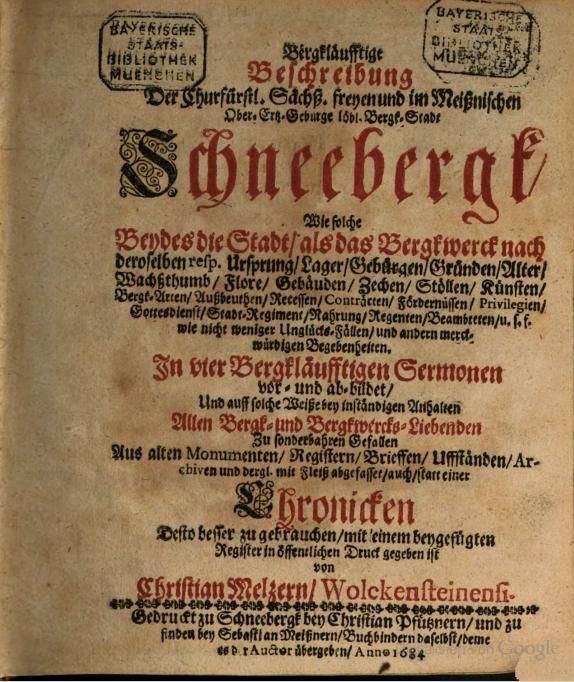
Christian Meltzer: Geschichte von Schneeberg, erschienen 1684

Karte von Schneeberg und Umgebung (um 1770)

Im 16. Jahrhundert hatte das Schneeberger Revier mit Holzmangel zu kämpfen. Das Holz für den Bergbau musste mühselig über die Zwickauer Mulde nach Aue geflößt und von dort mit Pferdefuhrwerken nach Schneeberg gebracht werden. Eine Erleichterung brachte ab 1559 die Fertigstellung des 15,3 km langen Floßgrabens vom Rechenhaus in Bockau an der Mulde über Neudörfel, Aue zum Zechenplatz in Oberschlema.
Das Silberausbringen der Gruben ging im 16. Jahrhundert immer weiter zurück und wurde zunehmend von der Förderung von Kobalterzen abgelöst. Im Jahr 1570 verfügte Kurfürst August die Schließung der Schneeberger Münze und anderer Landesmünzstätten zugunsten der Münzstätte Dresden. Das Schneeberger Revier entwickelte sich bis zum 19. Jahrhundert zum weltweit bedeutendsten Fund- und Abbauort von Kobalterzen. Die Verarbeitung erfolgte in Blaufarbenwerken, in denen aus den Erzen die Farbe Kobaltblau gewonnen wurde. Diese Farbe zierte unter anderem das Meißener Porzellan.
Ein großes Feuer zerstörte am 13. August 1719 fast die gesamte Stadt. Beim Wiederaufbau blieb der Stadtgrundriss der alten Bergstadt im Wesentlichen erhalten. Die Gebäude wurden im zeitgemäßen Barockstil neu errichtet, weshalb Schneeberg auch den Namen „Barockstadt des Erzgebirges“ trägt. Zu den sehenswertesten Häusern dieser Zeit zählen das Schmeilhaus (1720/21), das Fürstenhaus (1721) und das Bortenreuther Haus (1724/25). Der Bereich der historischen Altstadt wird seit 1991/92 mit Fördermitteln des Städtebaulichen Denkmalschutzes saniert.
Im Jahr 1770 war Schneeberg von einem Erdbeben betroffen, über das sogar in einer Zeitung in Augsburg berichtet wurde: Von Leipzig wird gemeldet, daß zu Bockau, Schneeberg, Johann Georgenstadt, Eybenstock und in der ganzen gebürgischen Gegend ein Erdbeben, jedoch sonder Schaden, verspüret worden.

### Zeitalter der Industrialisierung bis zum Zweiten Weltkrieg

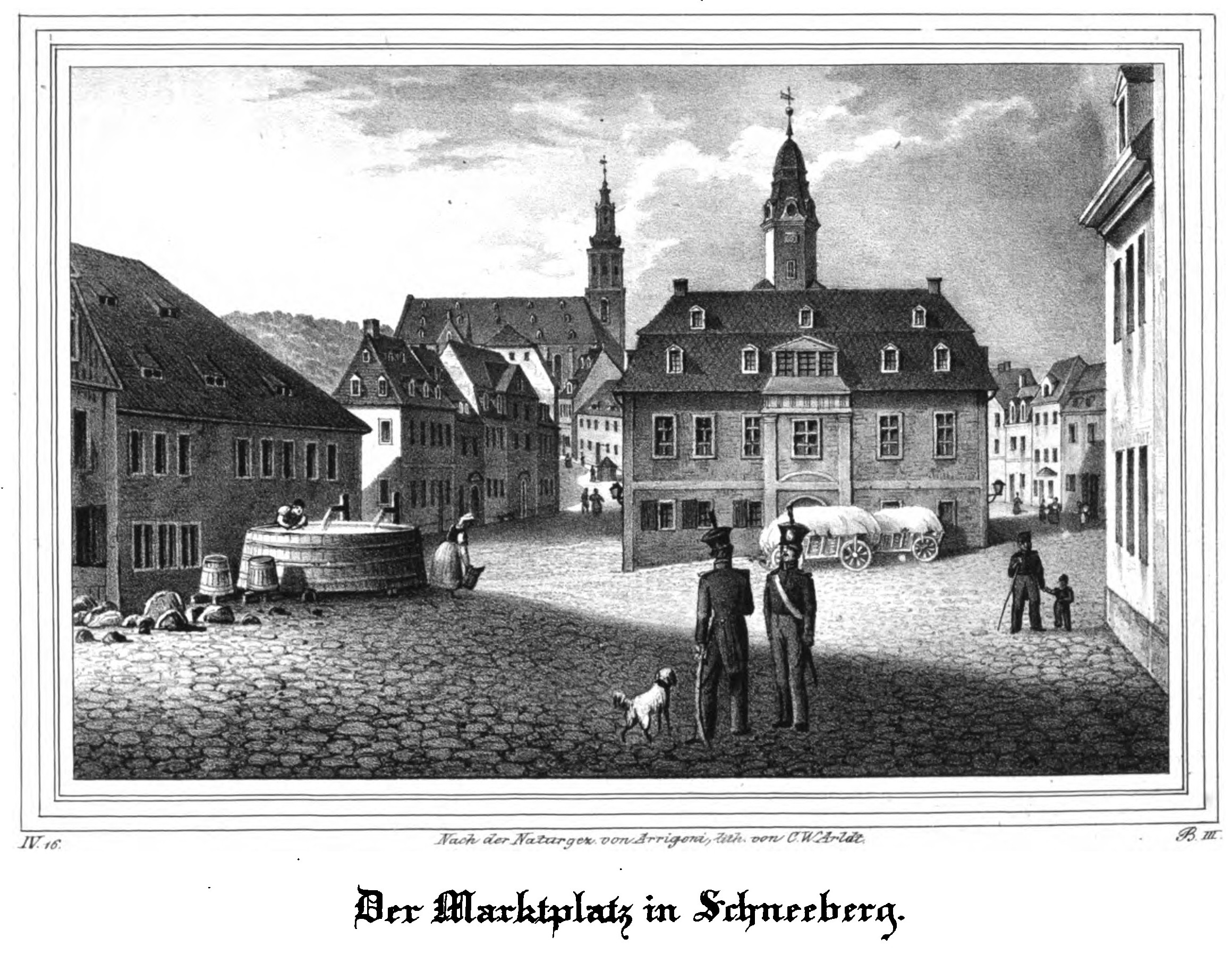
Schneeberger Markt um 1835, das barocke Rathaus brannte 1849 ab und wurde 1851/52 im neogotischen Stil neu erbaut.

Der Bergbau konzentrierte sich im 19. Jahrhundert auf die Gewinnung von Nickel- und Wismuterzen. Der Kobaltabbau hatte mit beginnender Herstellung von synthetischem Ultramarin seit den 1830er/1840er Jahren an Bedeutung verloren. Bereits 1823 erfand Ernst August Geitner in Schneeberg das Argentan, auch Neusilber genannt, aus einer Mischung von Nickel, Kupfer und Zink. Damit ergab sich für das in den Schneeberger Erzen in größeren Mengen vorkommende Nickel erstmals eine Verwendung. Wegen des silbernen Glanzes wurde Argentan bevorzugt für Essbestecke und Beschläge verwendet. Geitner richtete 1829 im Nachbardorf Auerhammer die erste Argentanfabrik Europas mit Walzwerk ein, die viele Jahre erfolgreich produzierte.
Am 19. September 1859 wurde die Schlematalbahn eröffnet, die Schneeberg mit Schlema verband. Nachdem sich die Schienen der Bahnlinie um insgesamt einen Meter gesenkt hatten, wurde am 7. April 1952 erst der Personenverkehr und ab 1. August 1952 der komplette Bahnbetrieb zwischen Oberschlema und Schneeberg durch die Deutsche Reichsbahn eingestellt und die Strecke abgebrochen. Eine von Schneeberg aus geplante Verlängerung in Richtung Vogtland kam nie zur Ausführung.
Infolge Erschöpfung der Lagerstätten verlor der Bergbau nach 1900 stark an Bedeutung und wurde 1932 gänzlich eingestellt. Im Zuge der nationalsozialistischen Autarkiepolitik erfolgte kurze Zeit später eine Wiederbelebung und zwischen 1933 und 1945 wurde ein hochsubventionierter Abbau von Wismut-, Kobalt- und Nickelerzen betrieben. In diese Zeit fällt auch die 1939 erfolgte zwangsweise Eingemeindung der Bergstadt Neustädtel nach Schneeberg. (Für den neuen Stadtteil war bis 1989 der Name Schneeberg II gebräuchlich.) Am 19. April 1945 erfolgte mittags ein amerikanischer Angriff mit Brandbomben auf Schneeberg, dem die St. Wolfgangskirche zum Opfer fiel. Sie brannte aus, die Gewölbe stürzten später ein. Das ehemalige Fürsten- oder Bachsche Haus brannte ebenfalls aus und wurde 1954 bis 1957 wieder aufgebaut, ebenso das zerstörte Nachbarhaus. Bei Kriegsende gehörte Schneeberg einige Wochen lang zu dem Gebiet, das weder von amerikanischen noch von sowjetischen Truppen besetzt war, ehe die Stadt Mitte Juni von der Roten Armee besetzt wurde und damit „der bisherige Zustand des ‚Niemandslandes‘ beseitigt“ worden ist.

### Entwicklung ab 1945
Die Wismut betrieb in Schneeberg (Objekt 03) zwischen 1946 und 1956 Uran-Bergbau. Das in den Schneeberger Gruben vorkommende Uran war von den Bergleuten über Jahrhunderte hinweg als nutzlos auf Halde geworfen worden. Die durch das Einatmen des radioaktiven Edelgases Radon und seiner ebenfalls radioaktiven Zerfallsprodukte verursachten Krankheiten und Todesfälle wurden als Schneeberger Krankheit bekannt. Erst Ende des 19. Jahrhunderts konnte die Krankheit als Lungenkrebs identifiziert werden. Dabei handelt es sich um eine besondere Form des Lungenkrebses, der durch Inhalation von Radon auftritt. Erstmals wurde diese Tumorform bei Schneeberger Bergleuten beschrieben. Nach dem Ende der Wismutaktivitäten im Jahr 1956 endete der Schneeberger Bergbau im März 1957. Insgesamt wurden im Laufe der Jahrhunderte in Schneeberg etwa 250 Tonnen Feinsilber, 77.500 Tonnen Wismut- und Kobalterze und rund 210 Tonnen Uran gewonnen.
Mit dem Uranbergbau stieg die Einwohnerzahl der Stadt rasch an, sodass Schneeberg am 17. Dezember 1951 aus dem Landkreis Aue ausschied und einen eigenen Stadtkreis bildete. Am selben Tag wurden Griesbach, Lindenau, Niederschlema und Oberschlema in den Stadtkreis integriert. Am 23. November 1958 kam Schneeberg zum Kreis Aue zurück. Die Gemeinden Lindenau und Schlema (Zusammenschluss aus Nieder- und Oberschlema) wurden ausgegliedert. Spätestens seit den 1960er Jahren warb Schneeberg damit, Stadt der erzgebirgischen Volkskunst zu sein.
Im Jahr 1953 erhielt die Stadt eine Volkssternwarte. In den 1960er Jahren begann der Bau der Siedlung des Friedens, der Clara-Zetkin-Siedlung (sie gehört heute zu Bad Schlema) und des Wohngebietes Wolfgangmaßen in Neustädtel. Später entstanden noch die Keilbergsiedlung und die Wohnblöcke am Griesbacher Hang.
Zu DDR-Zeiten wurde im Ort das Pionierferienlager Juri Gagarin betrieben. Ein weiteres Ferienlager Gustav Hübner entstand am Filzteich.
Nach der deutschen Wiedervereinigung und der Neugründung des Freistaats Sachsen erfolgten organisatorische Änderungen. Unter anderem wurde die Gemeinde Lindenau im Jahr 1999 Ortsteil der Bergstadt Schneeberg.
Erst 2008 erfolgte die Schließung der Jägerkaserne im Stadtteil Wolfgangmaßen.
2010 gelang der Nachweis, dass es sich bei einem unweit des Siebenschlehener Pochwerks stehenden Fachwerkhauses um die alte Silberschmelzhütte St. Georgen handelt. Diese, auch kurz Georgenhütte genannt, war von 1665 bis 1717 in Betrieb. Sie stellt vermutlich weltweit die älteste mit originaler Bausubstanz erhaltene Schmelzhütte dar.
Im Oktober 2013 gelang es der NPD, bei Protest-Kundgebungen gegen die Unterbringung von Asylbewerbern bis zu 1800 Menschen zu mobilisieren. Auch Gegendemonstrationen fanden statt (Siehe Bürgerinitiative Schneeberg wehrt sich).

## Gedenkstätten
- Ein Gedenkstein im Ortsteil Neustädtel am Strandbad Filzteich erinnert an die drei Hitlergegner Emil Max Haufe, Ernst Georg Enderlein und Richard Alfred Schubert, die im März 1933 von SA-Männern im Zeisigwald misshandelt und im Turnerheim des Arbeiterturn- und Sportbundes erschlagen und anschließend im Filzteich versenkt worden waren.
- Grabstätten und Gedenksteine auf dem Friedhof des Ortsteiles Neustädtel erinnern an elf Kinder, Frauen und Männer, die 1940 Opfer von Zwangsarbeit in der Rüstungsproduktion wurden, sowie an vier namentlich unbekannte Opfer der Hitlerdiktatur.
- Das Denkmal St. Anna bei der Fundgrube Daniel erinnert an die Verkündigung der Augsburger Konfession. Hier befand sich zur Zeit der Reformation eine kleine Kirche, in der 1518, d. h. ein Jahr nach Thesenanschlag, die erste lutherische Predigt der Gegend abgehalten wurde.
- Der Dr.-Köhler-Gedenkstein wurde 1928 enthüllt.

## Öffentliche Einrichtungen
Auf dem Gelände der Jägerkaserne befindet sich eine Unterkunft für 1000 Asylbewerber.
2014 hatte die politisch rechte Bürgerinitiative Schneeberg wehrt sich bis zu 600 Menschen mobilisiert, um gegen das Asylbewerberheim, das damals für 840 Personen ausgelegt war, zu demonstrieren. 2015 kam es unter den Heimbewohnern der fast vollständig belegten Unterkunft zu Auseinandersetzungen.
Nun liegt auf der Anlage ein Gewerbegebiet und steht die Polizeifachschule mit der Schwimmhalle, welche auch vom Schneeberger Schwimmverein mitgenutzt wird.

## Politik

### Stadtrat
Der Stadtrat setzt sich seit der Stadtratswahl am 9. Juni 2024 wie nebenstehend zusammen. Vorherige Wahlen sind tabellarisch aufgelistet.
| Stadtrat ab 2024Insgesamt 21 Sitze - Linke: 1 - L 90: 1 - F/B: 6 - CDU: 8 - AfD: 5 | Liste                             | 2024   | 2024   | 2019   | 2019   | 2014   | 2014   |
| Stadtrat ab 2024Insgesamt 21 Sitze - Linke: 1 - L 90: 1 - F/B: 6 - CDU: 8 - AfD: 5 | Liste                             | Sitze  | in %   | Sitze  | in %   | Sitze  | in %   |
| Stadtrat ab 2024Insgesamt 21 Sitze - Linke: 1 - L 90: 1 - F/B: 6 - CDU: 8 - AfD: 5 | CDU                               | 08     | 35,2   | 08     | 33,7   | 12     | 50,9   |
| Stadtrat ab 2024Insgesamt 21 Sitze - Linke: 1 - L 90: 1 - F/B: 6 - CDU: 8 - AfD: 5 | Freie Wähler / BIKA               | 6      | 28,7   | 3      | 11,3   | 3      | 14,8   |
| Stadtrat ab 2024Insgesamt 21 Sitze - Linke: 1 - L 90: 1 - F/B: 6 - CDU: 8 - AfD: 5 | AfD                               | 5      | 25,2   | 2      | 12,2   | –      | –      |
| Stadtrat ab 2024Insgesamt 21 Sitze - Linke: 1 - L 90: 1 - F/B: 6 - CDU: 8 - AfD: 5 | Linke                             | 1      | 5,6    | 2      | 9,4    | 4      | 17,1   |
| Stadtrat ab 2024Insgesamt 21 Sitze - Linke: 1 - L 90: 1 - F/B: 6 - CDU: 8 - AfD: 5 | Freie Wählergemeinschaft Lindenau | 1      | 5,2    | 1      | 5,1    | 1      | 5,2    |
| Stadtrat ab 2024Insgesamt 21 Sitze - Linke: 1 - L 90: 1 - F/B: 6 - CDU: 8 - AfD: 5 | aktiv                             | –      | –      | 5      | 21,8   | –      | –      |
| Stadtrat ab 2024Insgesamt 21 Sitze - Linke: 1 - L 90: 1 - F/B: 6 - CDU: 8 - AfD: 5 | Grüne                             | –      | –      | –      |        | –      | 2,1    |
| Stadtrat ab 2024Insgesamt 21 Sitze - Linke: 1 - L 90: 1 - F/B: 6 - CDU: 8 - AfD: 5 | SPD                               | –      | –      | –      | 2,3    | 1      | 5,6    |
| Stadtrat ab 2024Insgesamt 21 Sitze - Linke: 1 - L 90: 1 - F/B: 6 - CDU: 8 - AfD: 5 | FDP                               | –      | –      | –      | 1,9    | 1      | 2,1    |
| Stadtrat ab 2024Insgesamt 21 Sitze - Linke: 1 - L 90: 1 - F/B: 6 - CDU: 8 - AfD: 5 | Wahlbeteiligung                   | 67,0 % | 67,0 % | 60,9 % | 60,9 % | 48,9 % | 48,9 % |

### Bürgermeister
Bürgermeister der Stadt Schneeberg:
- 1886–1914: Carl Heinrich von Woydt
- 1933–1939: Horst Lurtz (NSDAP)
- 1958–1972: Lothar Wendler (SED)
- 1972–1989: Ulrich Radtke
- 1990–1994: Karl Henselin (CDU)
- 1994–2015: Frieder Stimpel (CDU)
- seit 2015: Ingo Seifert (FWV/BIKA)

| Wahl | Bürgermeister   | Vorschlag | Wahlergebnis (in %) |
| ---- | --------------- | --------- | ------------------- |
| 2022 | Ingo Seifert    | Seifert   | 85,3                |
| 2015 | Ingo Seifert    | FVW/BIKA  | 72,2                |
| 2008 | Frieder Stimpel | CDU       | 64,3                |
| 2001 | Frieder Stimpel | CDU       | 72,7                |
| 1994 | Frieder Stimpel | CDU       | 55,8                |

### Wappen

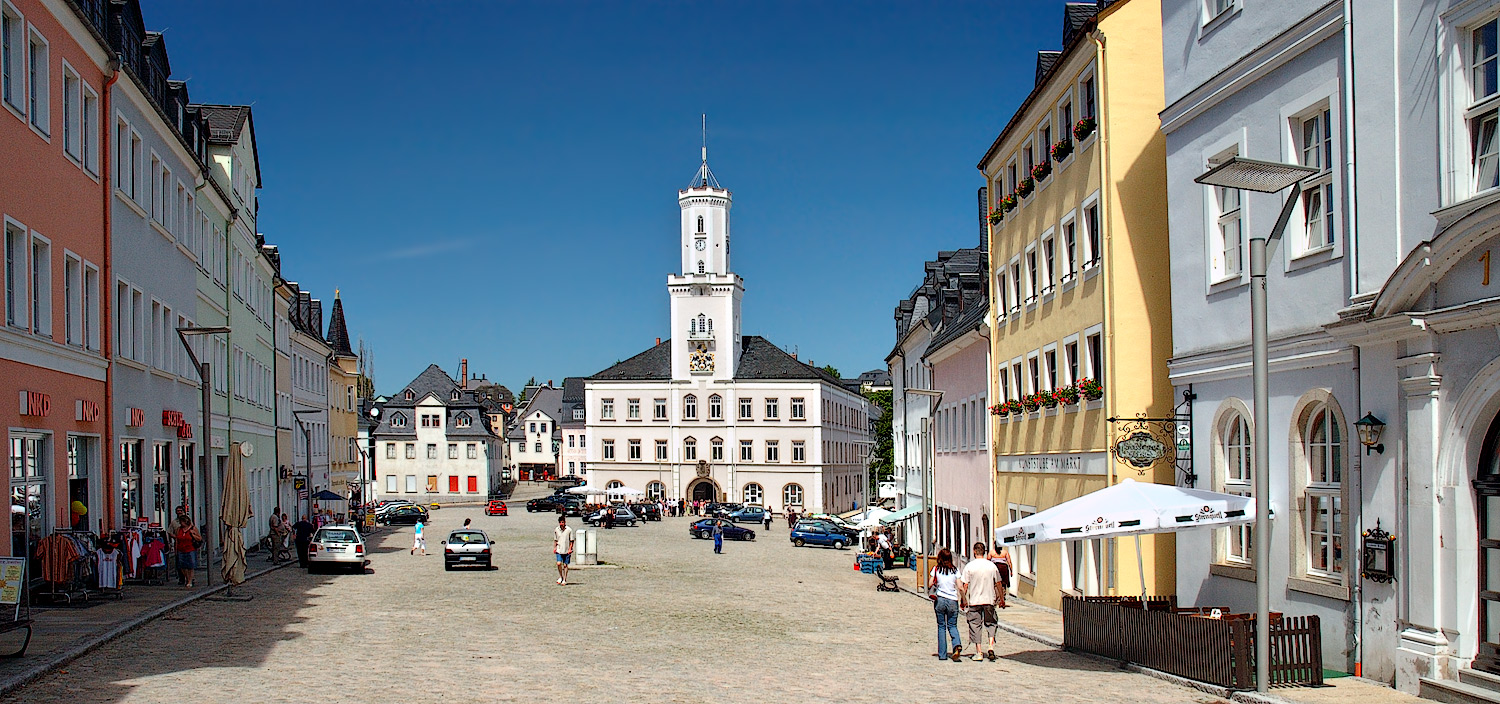
Marktplatz mit Rathaus

### Städtepartnerschaften
Schneebergs Partnerstädte sind:
- Herten in Nordrhein-Westfalen
- Jáchymov in Tschechien[33]
- Veresegyház in Ungarn

### Tochterstädte
Aus Schneeberg stammende Bergleute wanderten in den böhmischen Teil des Erzgebirges aus und gründeten dort die Bergstädte Platten (heute Horní Blatná) und St. Joachimsthal (heute Jáchymov).

## Kultur und Sehenswürdigkeiten

### Museen und Anlagen

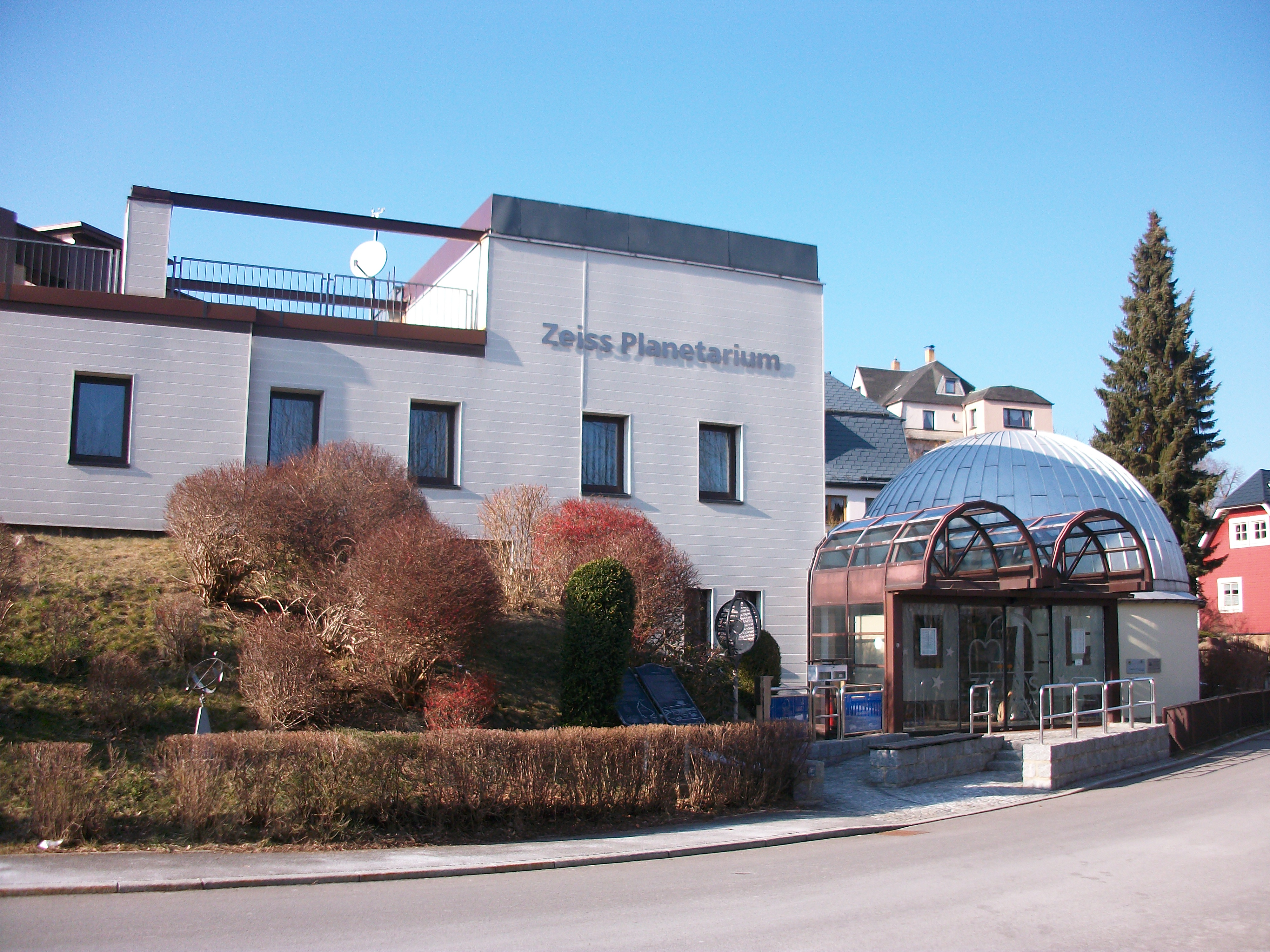
Zeiss-Planetarium und Sternwarte Schneeberg

- Museum für bergmännische Volkskunst
- Siebenschlehener Pochwerk und Silberschmelzhütte St. Georgen
- Bergbaulehrpfad Schneeberg-Neustädter Bergbaulandschaft
- Miniaturnachbildung der Bergbaulandschaft auf der Fundgrube Gesellschaft (im Sommer)
- Sternwarte mit Planetarium
- Pochwerk der Fundgrube Wolfgangmaßen
- Besucherbergwerk Weißer Hirsch

### Musik
In Schneeberg sind zahlreiche Chöre und Kapellen beheimatet, so z. B. Kammerchor Schneeberg, Schneeberger Heimatsänger, Schneeberger Heimatchor, Singkreis Neustädtel, Verein „Glück Auf“ Bergchor, Musikkorps der Bergstadt Schneeberg (Landesbergmusikkorps Sachsen), sowie Schneeberger Bergkapelle.

### Bauwerke (Auswahl)

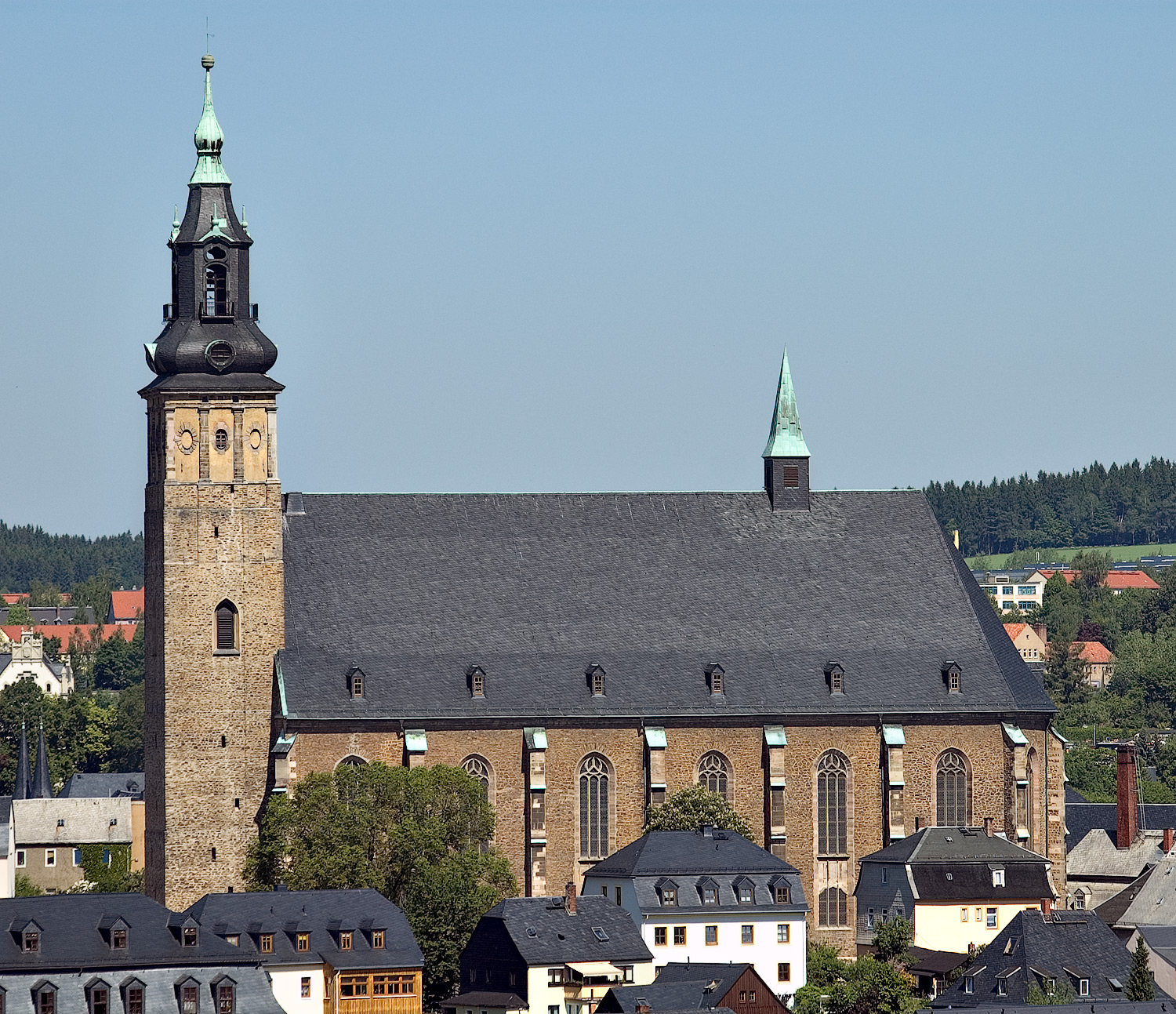
St.-Wolfgangs-Kirche

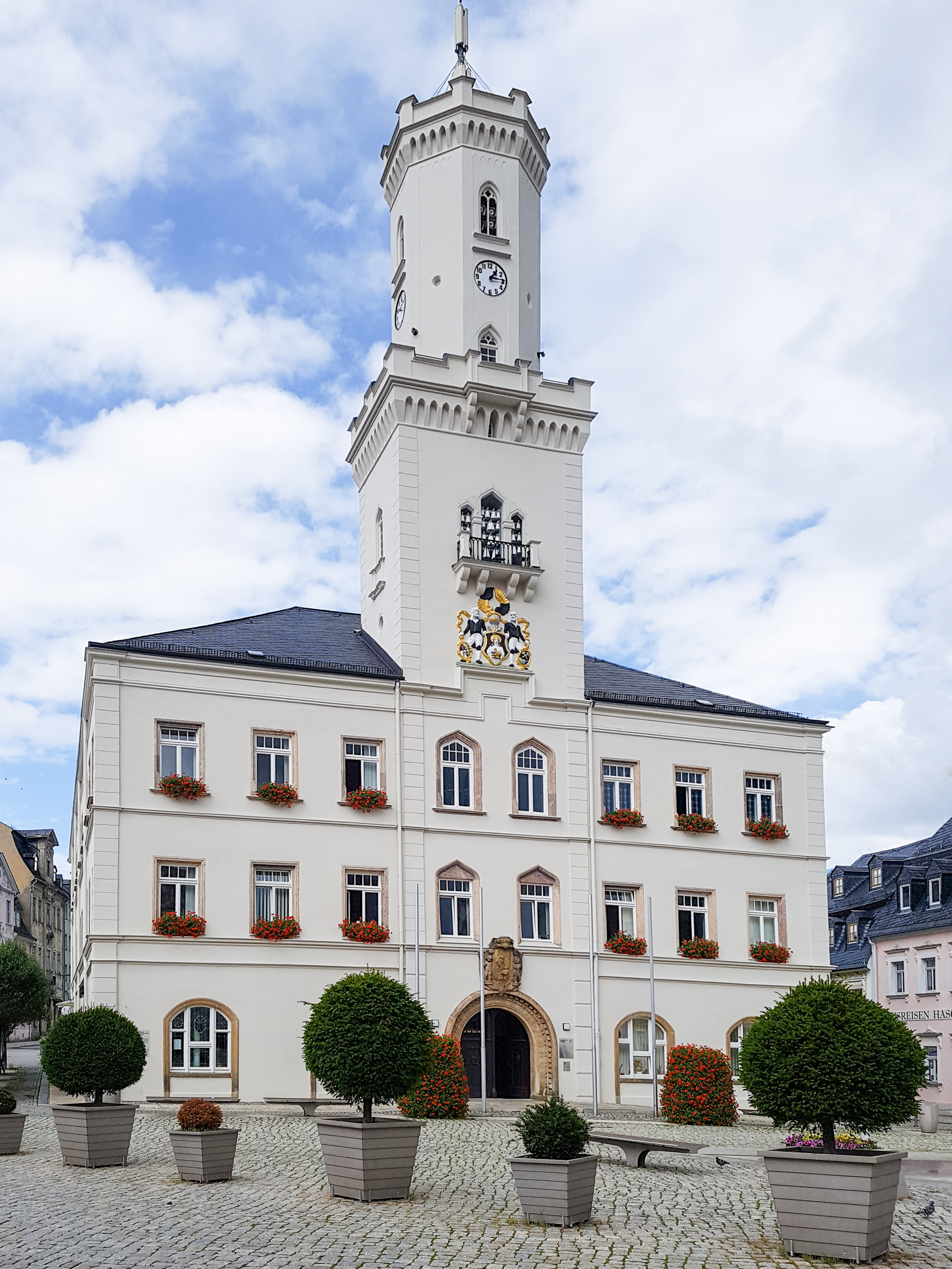
Rathaus, Sommer 2021

Die Stadt hat an historisch wertvollen Gebäuden im historischen Stadtkern vor allem rund um den Markt Informationstafeln anbringen lassen. Darunter sind folgende Bauten:
- Die St.-Wolfgangs-Kirche ist eine der größten und architektonisch ausgereiften Kirchen der Spätgotik und ein früher Typus des reformatorischen Kirchenbaus. Sie wurde bei einem Luftangriff im April 1945 zerstört. 1945 wurde das Gotteshaus enttrümmert, bis 1952 der Turm rekonstruiert. 1955–1959 erfolgte der Dachaufbau mit einer Stahlkonstruktion, nach Sicherung der Umfassungsmauern durch einen Stahlbeton-Ringanker. Es folgten in den nächsten Jahren die Emporenbögen, die Wandpfeiler und 1976 die Einwölbung in der ursprünglichen Form.[18] Im Innern der Kirche befinden sich Werke von Lucas Cranach d. Ä. und der Malerfamilie Krodel, die vor dem Bombenangriff hatten gerettet werden können. An die Familie Krodel erinnerte der Ende 2005 abgerissene Krodel-Brunnen.
- das Mitte des 19. Jahrhunderts neu errichtete neogotische Rathaus mit einem im 21. Jahrhundert neu angebrachten Porzellanglockenspiel aus Meißner Porzellan,
- der ehemalige Gasthof Zum Ring, in dem bereits Johann Wolfgang von Goethe übernachtete
- das Stammhaus der Familien Schnorr von Carolsfeld
- die Hospitalkirche St. Trinitatis, eine frühere Andachts- und Begräbniskirche aus dem 16. Jahrhundert; 1719 nach Brand wieder aufgebaut. Die beiden Türme wurden 1846 hinzugefügt.
- Kulturzentrum Goldne Sonne, ehemaliges Logierhaus der Bergstadt von 1708, mehrfach um- und ausgebaut
- Fürstenhaus, im 16. Jahrhundert als Gasthaus Wenzel errichtet, später durch Schenkung im Besitz der Wettiner. Es wurde von ihnen als Herberge für hohe Gäste genutzt. Nach Brand 1719 und nach dem Zweiten Weltkrieg wieder aufgebaut. Nach der Wende kam das Gebäude in den Besitz der Sparkasse, die es vollständig sanieren und restaurieren ließ.
- Alte Wache: ein historisches Gebäude der Freiwilligen Feuerwehr der Stadt
- Das Schmeil-Haus, um 1720 errichtet, ist reich an Stuckelementen.
- Gasthaus Zum Goldenen Hirsch, eines der ältesten Steinbauten im Ort, 1543 erbaut.
- Das Bortenreuther-Haus zählt zu den wertvollsten barocken Wohnbauten der Stadt. Es wurde 1724/25 im Auftrag des Kaufmanns Johann Friedrich Bortenreuther erbaut und beherbergt heute das Museum für bergmännische Volkskunst.
- Lehrerseminar, heute Johann-Gottfried-Herder-Gymnasium
- ehemaliges Amtsgericht, heute Teil der Westsächsischen Hochschule Zwickau
- Weitere sehenswerte Kirchengebäude sind: die katholische Kirche St. Pius X, die evangelisch-lutherische Kirche Zu unserer lieben Frauen im Ortsteil Neustädtel.
- Schneeberg-Neustädtler Bergbaulehrpfad u. a. mit Siebenschlehener Pochwerk und dem Huthaus der Fundgrube Gesellschaft
- Die chinesische Pagode am Mühlberg entstand im Jahre 1771.

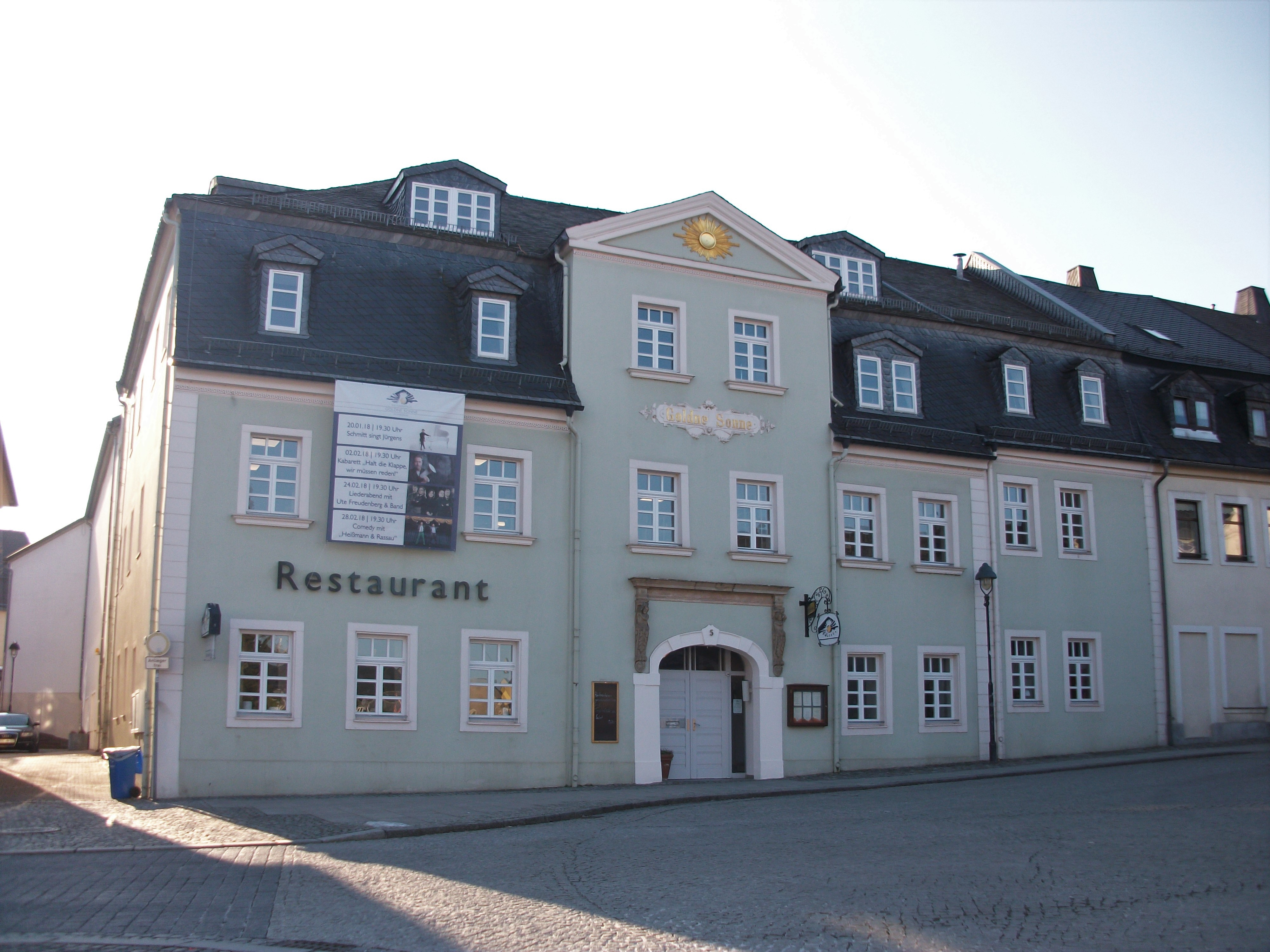
Kulturzentrum Goldene Sonne
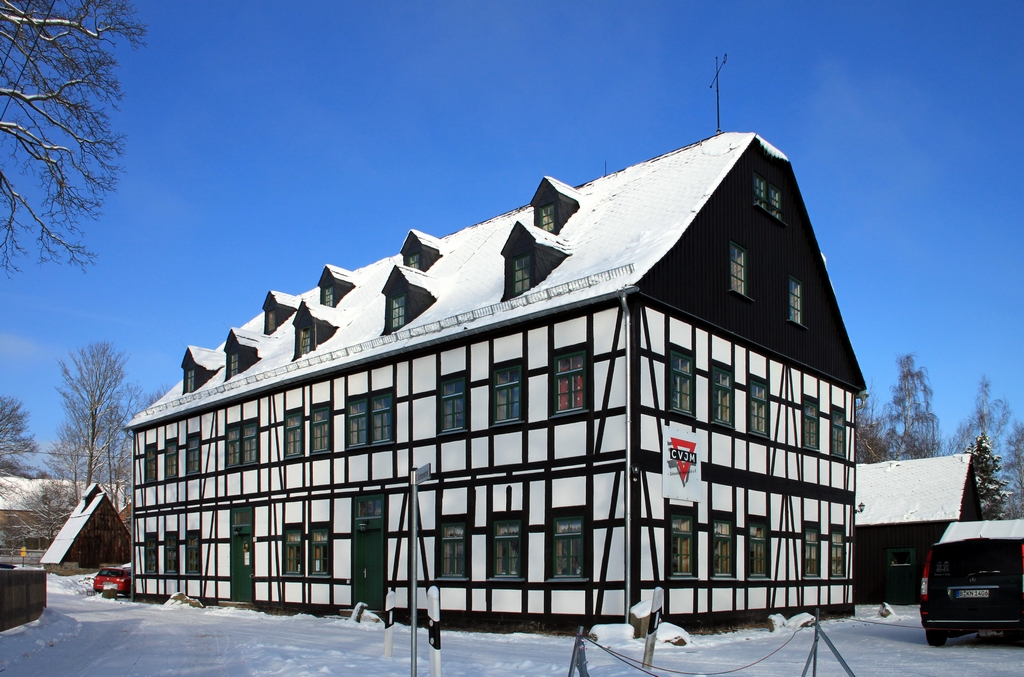
Huthaus der Fundgrube Gesellschaft
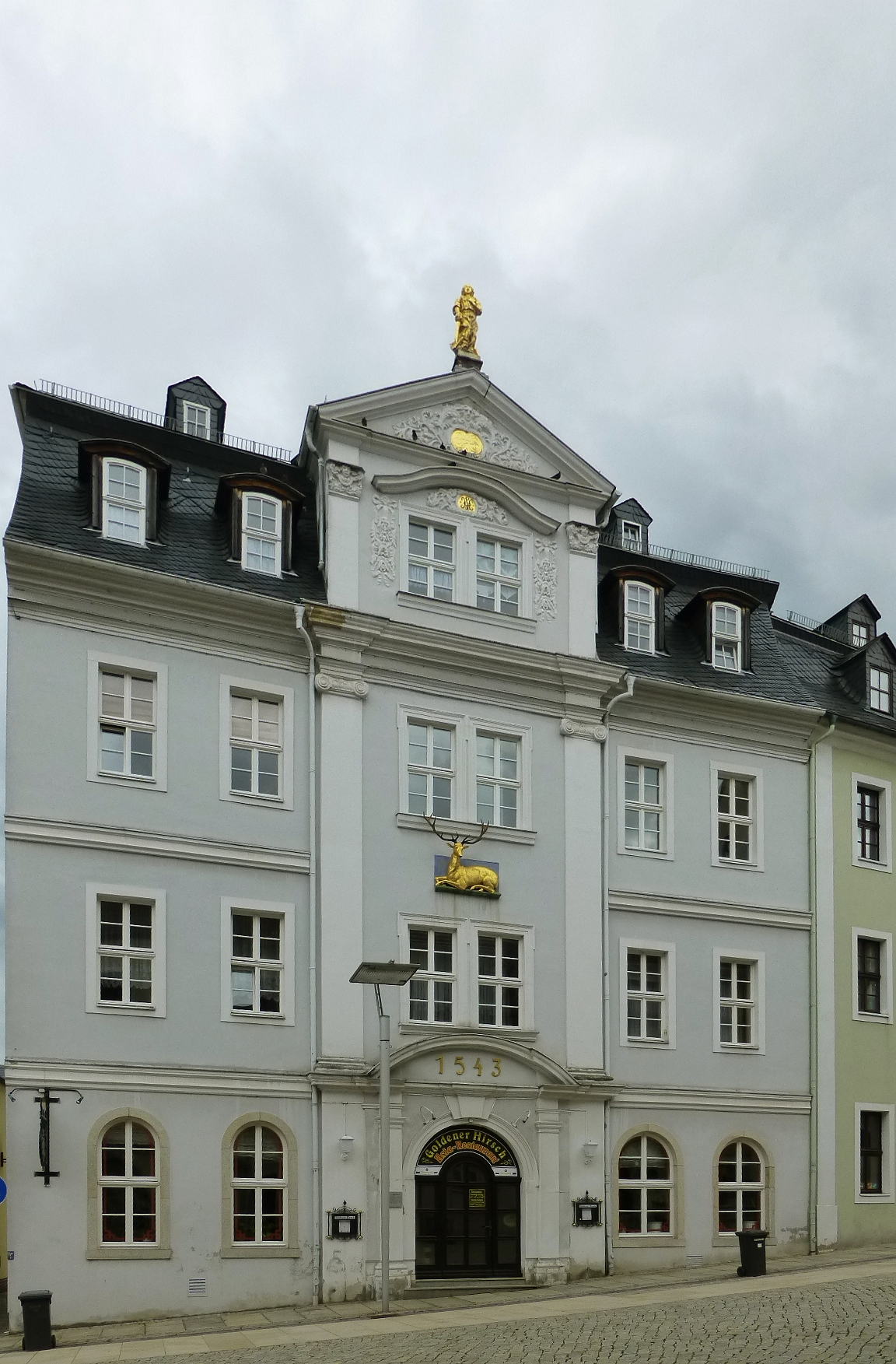
Goldener Hirsch
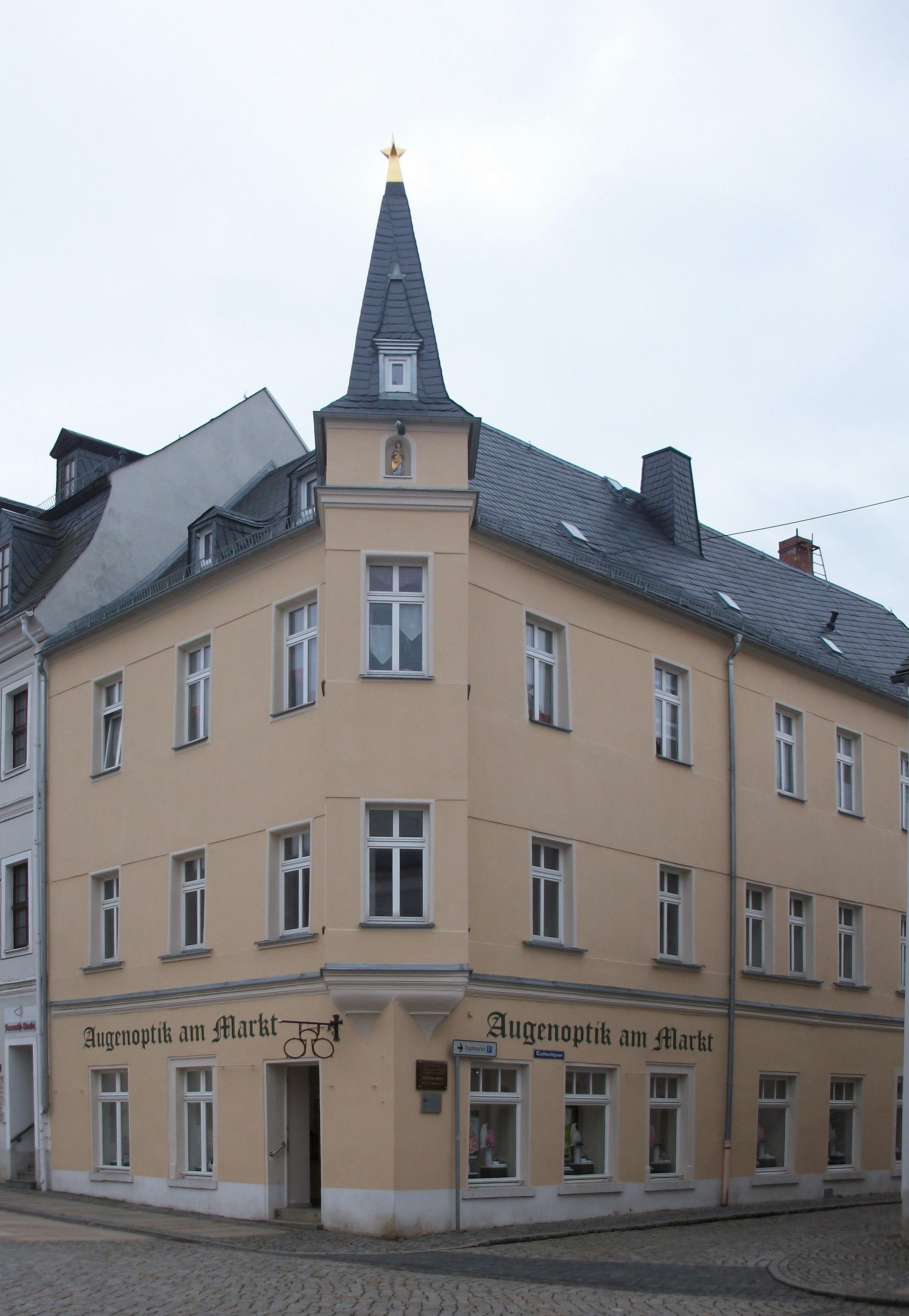
Brotmännelhaus

### Kultur

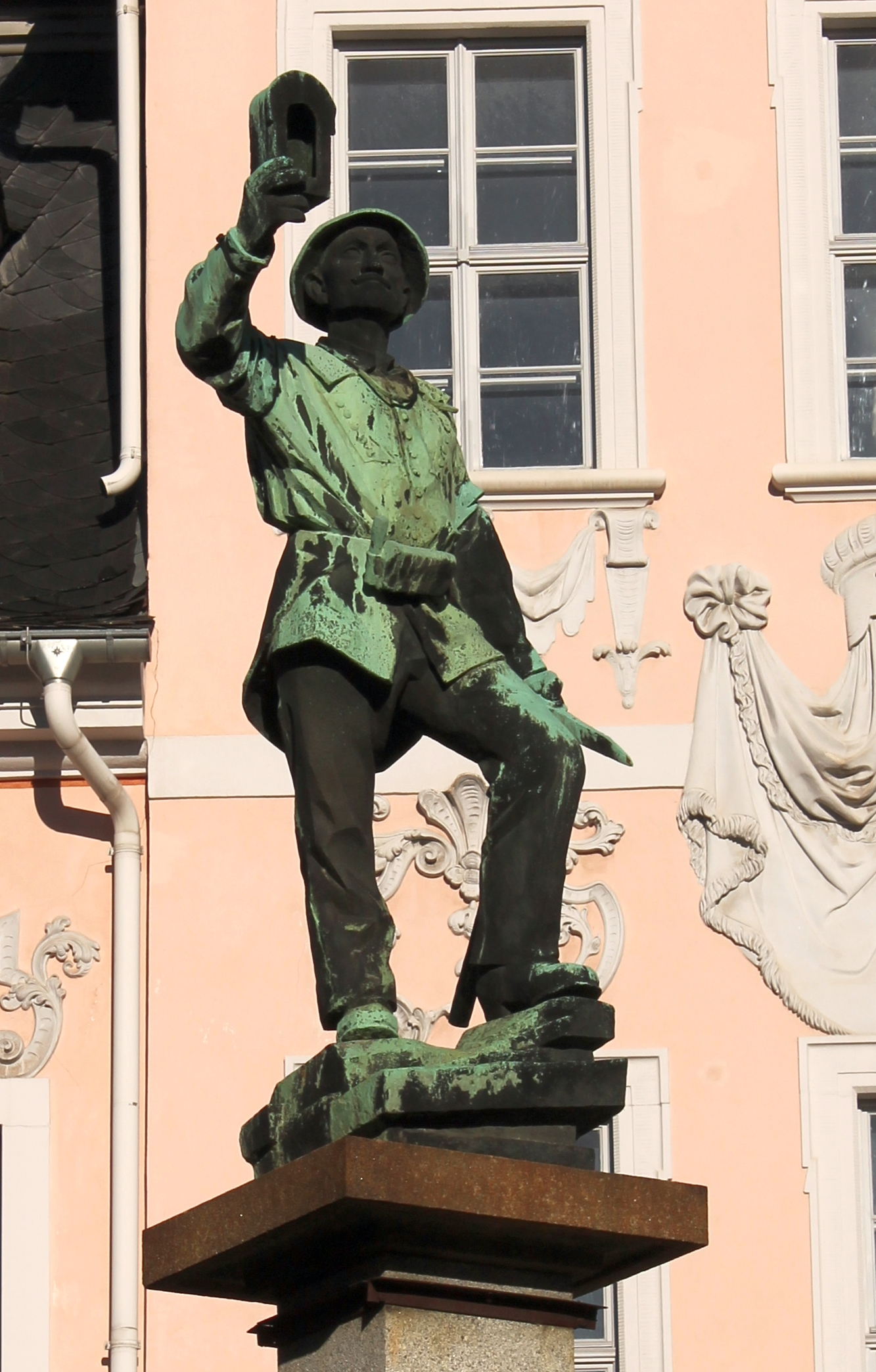
Bergmannsbrunnen

- Die Bergbaulandschaft um Schneeberg und Neustädtel bildet einen Kern des UNESCO-Welterbes Kultur- und Montanlandschaft Erzgebirge, wobei die Fundgrube Weißer Hirsch und die Schneeberger Altstadt inklusive der Kirchen St. Wolfgang und St. Trinitatis sowie Rathaus, Fürsten-, Schmeil- und Bortenreuther-Haus sowie in Neustädtel die Fundgruben Wolfgangmaßen, Daniel, Sauschwart und Gesellschaft, der Filzteich und das Siebenschlehener Pochwerk samt dem Knappschaftsteich als schützenswerte Bereiche definiert werden.[34]
- Der Bergmannsbrunnen Neuer Anbruch wurde 1935 eingeweiht. Er zeigt auf einer Säule die überlebensgroße Plastik eines Schneeberger Bergmannes des späten 19. Jahrhunderts. Mit der rechten Hand hebt er sein Geleucht, eine Schneeberger Blende, zur Firste empor, um den neuen Anbruch zu betrachten. In der linken Hand hält er eine Keilhaue.[35][36]
- Wie im gesamten Erzgebirge gibt es auch in Schneeberg eine reiche Schnitz- und Klöppeltradition. 1815 wurde eine Klöppelschule in der Stadt gegründet. Der Schnitzverein Glückauf Neustädtel besteht seit 1908. Die älteste Schnitzschule im Erzgebirge wurde 1920 in Neustädtel gegründet und besteht bis heute fort. Neue Klöppeltechniken werden u. a. von den Studenten des Fachbereichs Angewandte Kunst der Westsächsischen Hochschule Zwickau angewandt.
- Der Erzgebirgsverein hat seit 1991 seinen Hauptsitz wieder in Schneeberg. Er wurde 1878 in Aue gegründet und hatte ab 1879 seinen Sitz in Schneeberg. Neben dem Hauptsitz befindet sich noch der Erzgebirgszweigverein Schneeberg-Neustädtel im Ort. Die beiden Bergstädte besaßen vor der Vereinigung jeweils einen eigenen Zweigverein.
- Das Schneeberger Bergrevier hat einen reichen Fundus an heimischen Bergliedern. Zu dessen Bewahrung wurde 1884 der Verein Glückauf von den Brüdern Alfred und Bruno Dost gegründet. Seit 1673 ist in Schneeberg das Turmsingen am Morgen des 1. Weihnachtstages nachweisbar. Vom Turm der Kirche St. Wolfgang erklingen an diesem Tag traditionelle Schneeberger Weihnachtsmelodien. In Neustädtel findet seit 1908 am Morgen des ersten Weihnachtstages das Haldensingen statt. Im Sommer wird in Neustädtel seit 1988 das Sommerhaldensingen durchgeführt, bei dem erzgebirgisches Liedgut gesungen und gespielt wird.
- Der Bergstreittag geht auf den verhinderten Lohnabzug der Schneeberger Bergleute in den Jahren 1496 und 1498 zurück. Alljährlich am 22. Juli wird zum Gedenken eine Bergparade mit Gottesdienst abgehalten.

## Sport und Freizeit (Auswahl)

### Sportstätten und Vereine

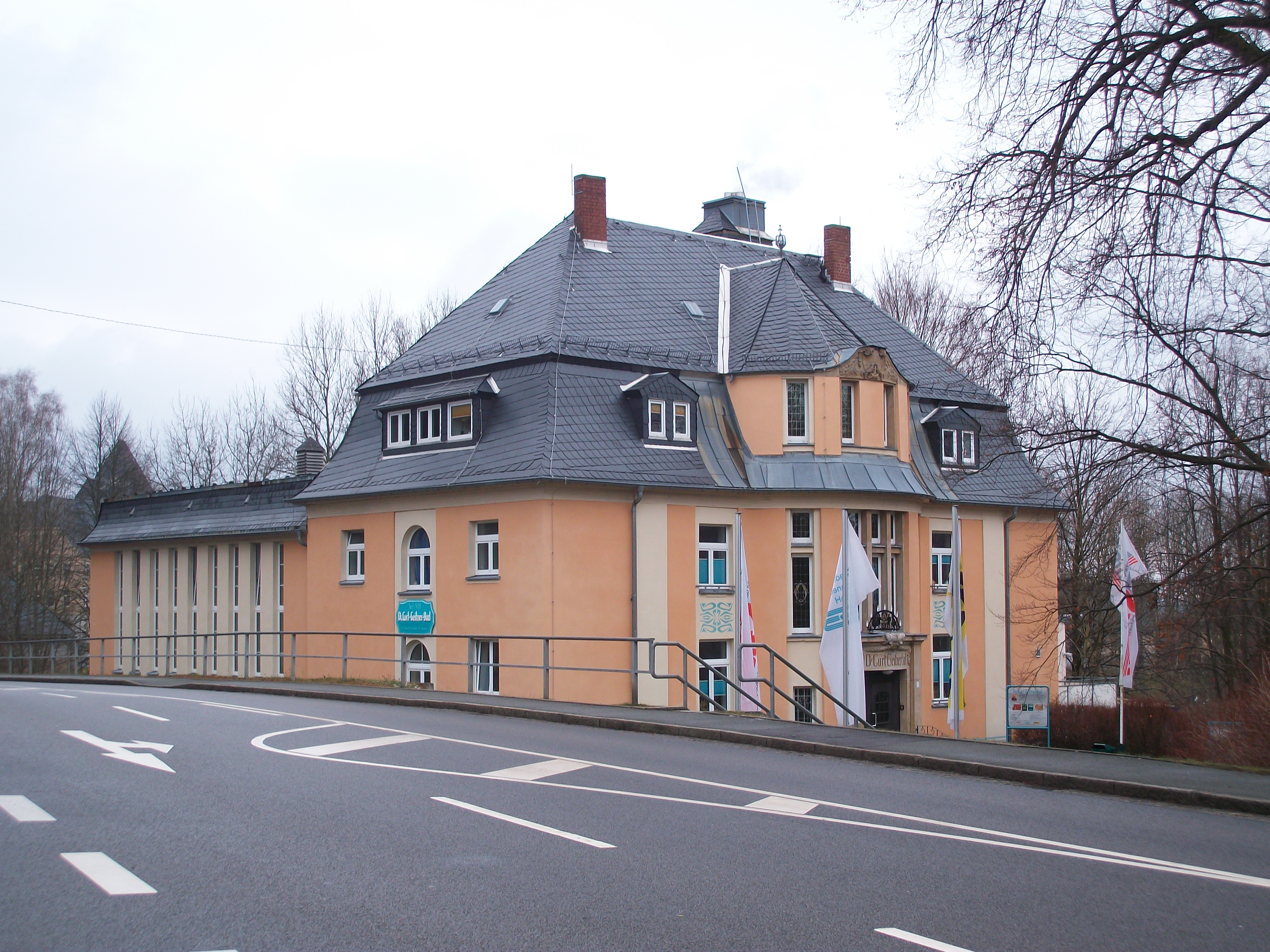
Geitnerbad Schneeberg

In Schneeberg gibt es mehrere Sport- und Badestätten:
- Kinder- und Jugenderholungszentrum Am Filzteich
- Dr.-Curt-Geitner-Bad, ein Hallenbad im Jugendstil erbaut
- Strandbad Filzteich
- Forstteich und Campingplatz Lindenau
- Fundora (Indoorspielwelt) am Filzteich

Folgende Sportvereine sind hier ansässig:
- Sportverein Schneeberg e. V. (Handball, Schwimmen, Tischtennis, Faustball, Volleyball, Turnen, Nordic Walking, Dirty Jump, Fußball (Fortuna/Victoria), Ringen sowie Breitensport)
- Neustädtler Sportverein Schwarz-Gelb 90 e. V. (Fußball und Kegeln),
- FC Concordia Schneeberg e. V. (Fußball, besteht seit 1909)
- Spielvereinigung Otto-Bestell-Center Schneeberg e. V. (Freizeitfußball, gegründet 1991)
- Sportverein Aufschlag e. V. (Tennis)
- Erstes Karatezentrum Schneeberg / Erzgebirge e. V.
- Erzgebirgische Wassersportgemeinschaft e. V.
- SV Lindenau e. V. (Fußball)
- Angelfischereiverein Aue e. V.
- Freizeit- und Wanderreiten Lindenau e. V.
- Hundesportverein (HSV) Schneeberg/Neustädtel e. V.
- Leben durch Bewegen e. V.
- 1. MSC-Bergstadt Schneeberg e. V. im ADMV e. V. (Motorsport)
- Skatsportgemeinschaft Goldene Höhe Schneeberg e. V.
- Tanzprojekt Keen on Rhythm Schneeberg e. V.
- TanzZentrum Eleganz Schneeberg e. V.
- Modellfliegerclub Schneeberg-Griesbach e. V.

Durch Schneeberg verläuft der Bergwanderweg Eisenach–Budapest.

### Regelmäßige Feste und Veranstaltungen (Auswahl)
- Seit 1991 findet das Sommerfest statt. Im Jahr 2021 stand es unter dem Motto Menschen mit und ohne Behinderung feiern gemeinsam.[38]
- Öko- und Streuobstmarkt[39]
- Bergparaden
- Weihnachtsmarkt[40]
- Seit 1963 begeht die Stadt am 2. Advent das Fest der Freude und des Lichtes, heute Lichtelfest genannt, mit einer Bergparade.[41]

## Wirtschaft und Infrastruktur

### Verkehr

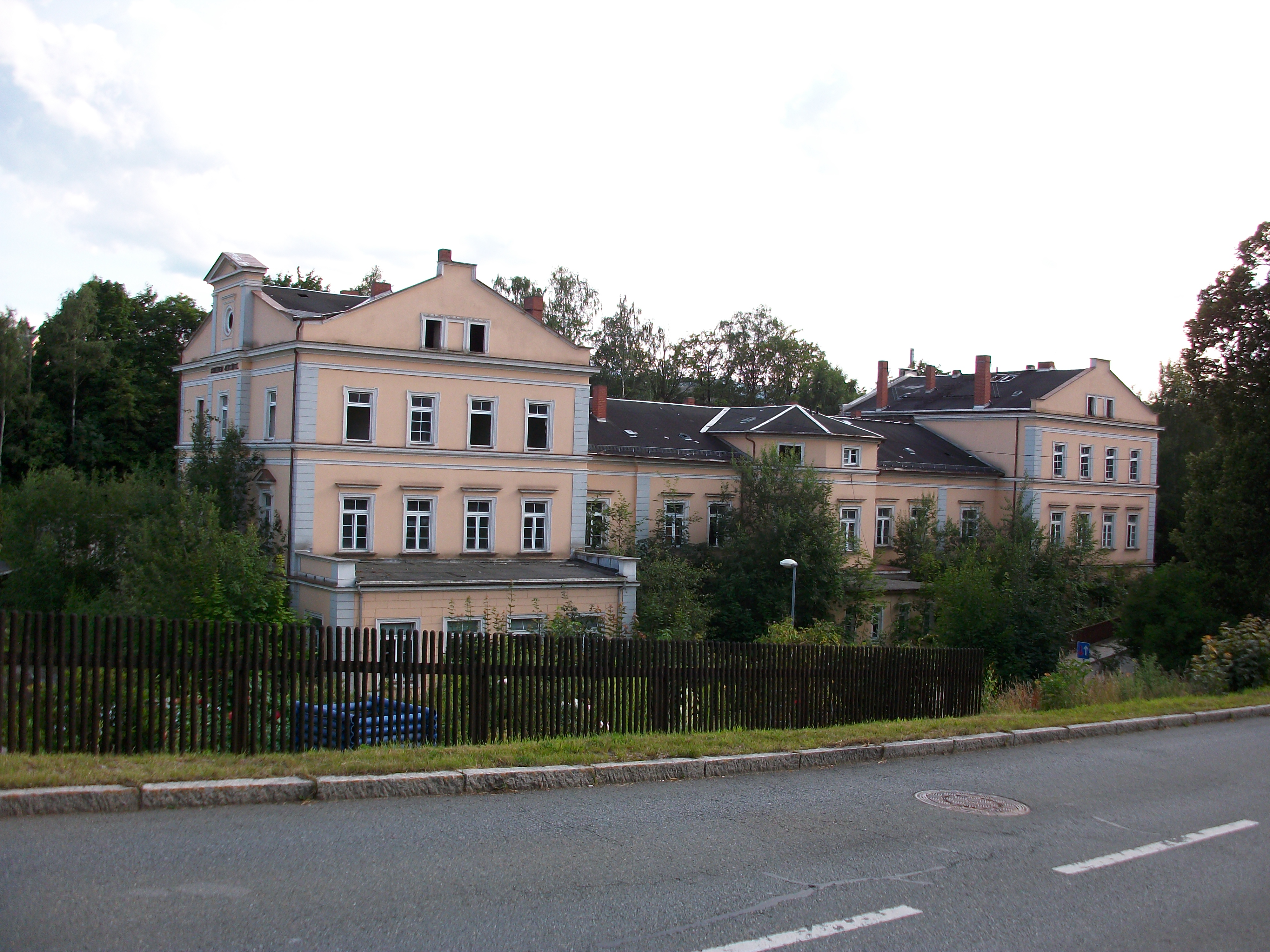
Ehemaliger Bahnhof Schneeberg-Neustädtel, Empfangsgebäude (2011)

In Schneeberg endet die von Leipzig kommende Bundesstraße 93. Außerdem führt die Bundesstraße 169 von Plauen nach Chemnitz durch die Stadt.
Von 1859 bis 1952 hatte die Stadt mit der 5 km langen Bahnstrecke Schneeberg–Schlema unt Bf einen Eisenbahnanschluss an die Bahnstrecke Schwarzenberg–Zwickau. Auf dem Stadtgebiet befand sich neben dem Endbahnhof Schneeberg-Neustädtel noch ein Haltepunkt am Fuße des Gleesberges.

### Ansässige Unternehmen
Das Schneeberger Gewerbegebiet befindet sich am Gerichtsberg. Nach Schließung der Jägerkaserne in Wolfgangmaßen steht dieses Areal der Ansiedlung von Gewerbe zur Verfügung.

### Garnisonstadt

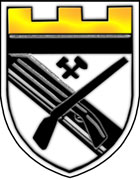
Verbandsabzeichen ehem. GebJgBtl 571

Schneeberg war bereits Garnisonsstadt der sächsischen Infanterie im 18. Jahrhundert. Die NVA hatte hier die Unteroffiziersschule IV Paul Fröhlich eingerichtet, benannt nach einem DDR-Parteifunktionär. Sie war 1972 aus dem Reservistenausbildungsregiment 5 vor 1984 an den Standorten Zwickau und Schneeberg hervorgegangen, danach zusammengelegt in Schneeberg und ab 1986 Ausbildungszentrum 10 (AZ-10).
Die Bundeswehr nutzte bis 31. März 2008 die Jägerkaserne in Wolfgangmaßen als Standort des Gebirgsjägerbataillons 571 (GebJgBtl 571) und der Versorgungskompanie 370 der Jägerbrigade 37.

### Bildung

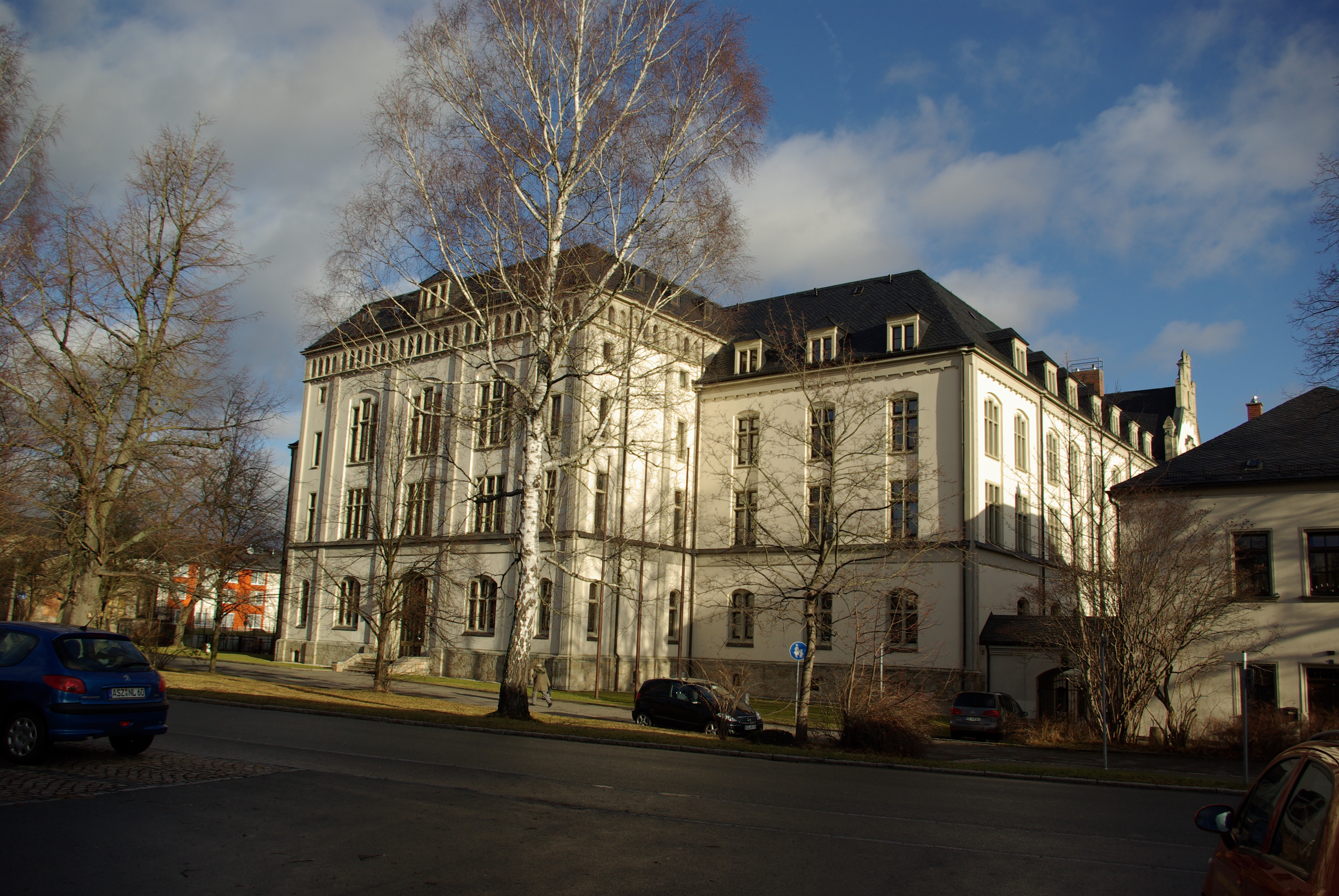
Johann-Gottfried-Herder-Gymnasium

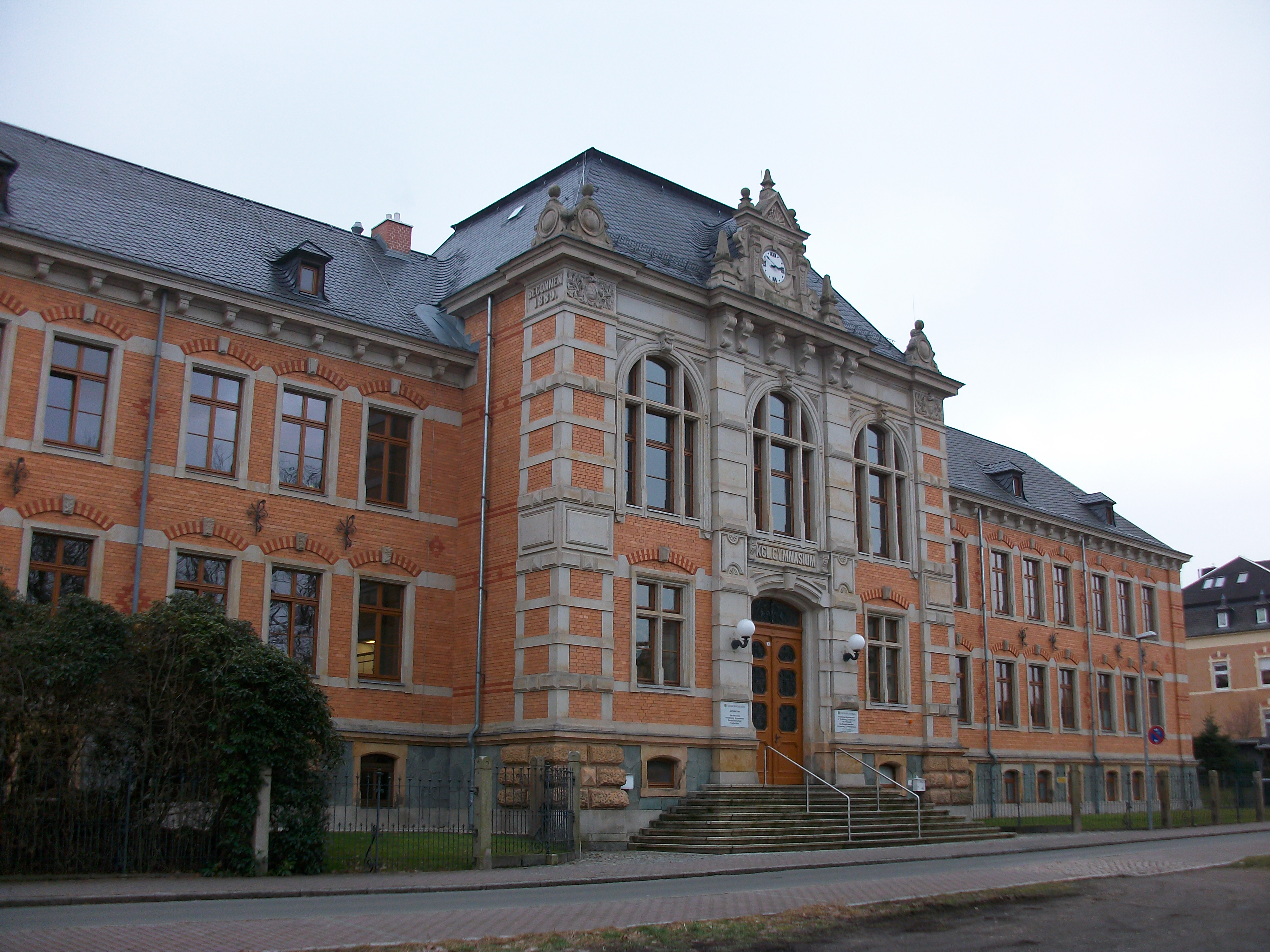
BSZ Schneeberg

Schneeberg ist seit jeher eine Schulstadt. In früherer Zeit gab es eine Lateinschule im Ort. Später verfügte die Stadt über ein Lyzeum, aus dem 1888 ein Gymnasium hervorgegangen ist. Früher befanden sich auch eine Kunstschule, die Fachschule für Angewandte Kunst, ein berufliches Gymnasium und ein Lehrerseminar in der Stadt. Heute gibt es eine vielfältige Bildungslandschaft:
Grundschulen
- Grundschule Hans-Marchwitza in der Siedlung des Friedens
- Pestalozzi-Grundschule in Neustädtel
- Evangelische Grundschule Schneeberg (Privater Träger, staatlich anerkannte Ersatzschule) im Zentrum direkt unterhalb der St. Wolfgangskirche.

Oberschule
- Oberschule Bergstadt Schneeberg in Neustädtel
- Evangelische Oberschule Schneeberg „EMIL“ (Privater Träger, staatlich genehmigte Ersatzschule) im Keilbergsiedlungsgebiet.

Allgemeinbildendes Gymnasium
- Johann-Gottfried-Herder-Gymnasium. Die Schule wurde 2004/2005 im Rahmen einer Capital-Studie zum „besten Gymnasium Sachsens“ gekürt.

Berufliches Schulzentrum
- BSZ für Ernährung, Sozialwesen und Wirtschaft des Erzgebirgskreises Schneeberg/Schwarzenberg (Hauptsitz Schneeberg)

Hochschule
- Fachbereich Angewandte Kunst der Westsächsischen Hochschule Zwickau mit den Studienrichtungen Holzgestaltung, Modedesign, Textilkunst/-design und Musikinstrumentenbau.

Sonstige
- Polizeifachschule Wolfgangmaßen

### Medizin
Seit 1839 gab es in Schneeberg ein Krankenhaus. Das heutige Bergarbeiter-Krankenhaus wurde 1947 als Wismut-Krankenhaus gegründet. Das Klinikum Chemnitz wurde mit 74,9 % Mehrheitsgesellschafter. Im Januar 2020 stellte das Krankenhaus den stationären Betrieb ein, in den Räumen des ehemaligen Krankenhauses ist eine Poliklinik untergebracht.